# Trachelophoridius pusillus
Trachelophoridius pusillus là một loài bọ cánh cứng trong họ Attelabidae. Loài này được Hustache miêu tả khoa học năm 1939.